# Stanisław Roman
Stanisław Roman (ur. 8 maja 1918 r. w Samborze, zm. 4 sierpnia 1965 r. w Krakowie) – polski prawnik, zajmujący się historią prawa. Profesor Uniwersytetu Jagiellońskiego. Zmarł w Krakowie i został pochowany na cmentarzu Rakowickim.
W latach 1947–49 był aplikantem sądowym w Sądzie Okręgowym w Krakowie.